# Озёрки (Белинский район)
Озёрки — деревня в Белинском районе Пензенской области России. Входит в состав Козловского сельсовета.

## География
Расположена в 5 км к юго-востоку от села Козловка.

## Население
| 2010 |
| ---- |
| 53   |

Деревня является местом компактного расселения мордвы, которая составляет 79 % населения деревни.

## История
Основана в середине 19 в, переселенцами из села Даньшино. Входила в состав Мачинской волости Чембарского уезда. После революции в составе Линёвского сельсовета, затем Пичевского. Отделение колхоз «Гигант».